# Портрет Василия Петровича Оболенского
«Портрет Василия Петровича Оболенского» — картина Джорджа Доу и его мастерской из Военной галереи Зимнего дворца.
Картина представляет собой погрудный портрет генерал-майора князя Василия Петровича Оболенского из состава Военной галереи Зимнего дворца.
Во время Отечественной войны 1812 года полковник Оболенский командовал 3-м Украинским казачьим полком и совершил рейд по тылам Великой армии в Польше. Во время Заграничных походов также действовал с летучими отрядами на коммуникациях противника и был за боевые отличия произведён в генерал-майоры. Блестяще проявил себя в Битве народов под Лейпцигом, где заслужил орден Св. Анны 1-й степени .
Изображён в профиль в генеральском мундире, введённом для кавалерийских генералов 6 апреля 1814 года. Слева на груди звезда ордена Св. Анны 1-й степени; на шее крест ордена Св. Владимира 3-й степени; справа на груди крест прусского ордена Красного орла 3-й степени, серебряная медаль «В память Отечественной войны 1812 года» на Андреевской ленте, за ней кресты шведского Военного ордена Меча 4-й степени и прусского ордена Пур ле Мерит (последний орден изображён не на месте, его положено было носить на шее). Подпись на раме: Князь В. П. Оболенскiй, Генералъ Маiоръ. А. А. Подмазо утверждает, что на портрете также должен быть изображён нагрудный крест ордена Св. Георгия 4-й степени, которым Оболенский якобы был награждён до 1812 года, однако в опубликованных кавалерских списках его имя отсутствует, а в биографической справке на Оболенского сам Подмазо возле этого ордена ставит знак вопроса.
7 августа 1820 года Комитетом Главного штаба по аттестации Оболенский был включён в список «генералов, заслуживающих быть написанными в галерею» и 19 мая 1822 года император Александр I приказал написать его портрет. 
В частной коллекции в Санкт-Петербурге есть парные физионтрасы-акватинты работы французского гравёра Бушарди с изображением мужского и женского портретов князя В. П. Оболенского и его супруги Екатерины Алексеевны. Эта гравюра датирована около 1816 года и она практически полностью совпадает с портретом работы Доу, лишь прусский орден Красного орла показан в шейном или петличном варианте. Оболенский к 1822 году, когда последовало распоряжение о написании его портрета в галерею, находился в отставке и постоянно проживал в Москве. По сообщению Ю. Г. Епатко он, по причине болезни, отказался приезжать в Санкт-Петербург и послал Доу свой портрет-акватинту для снятия копии. Далее Епатко приводит свой разговор с одним из ранних владельцев гравюры Г. Д. Душиным из Москвы, в котором последний упоминает что к нему задолго до этого приезжал в гости научный сотрудник Эрмитажа В. М. Глинка, который увидев гравюру сказал, что «видимо с неё Доу написал портрет князя В. П. Оболенского для Военной галереи».
Аванс Доу был выплачен 13 марта 1823 года, а оставшуюся часть гонорара Доу получил 16 октября 1826 года. 18 октября 1826 года готовый портрет был принят в Эрмитаж. Поскольку предыдущая сдача в Эрмитаж готовых портретов произошла 15 июня 1826 года, то портрет следует датировать между июнем и октябрём этого года.